# Zimologia

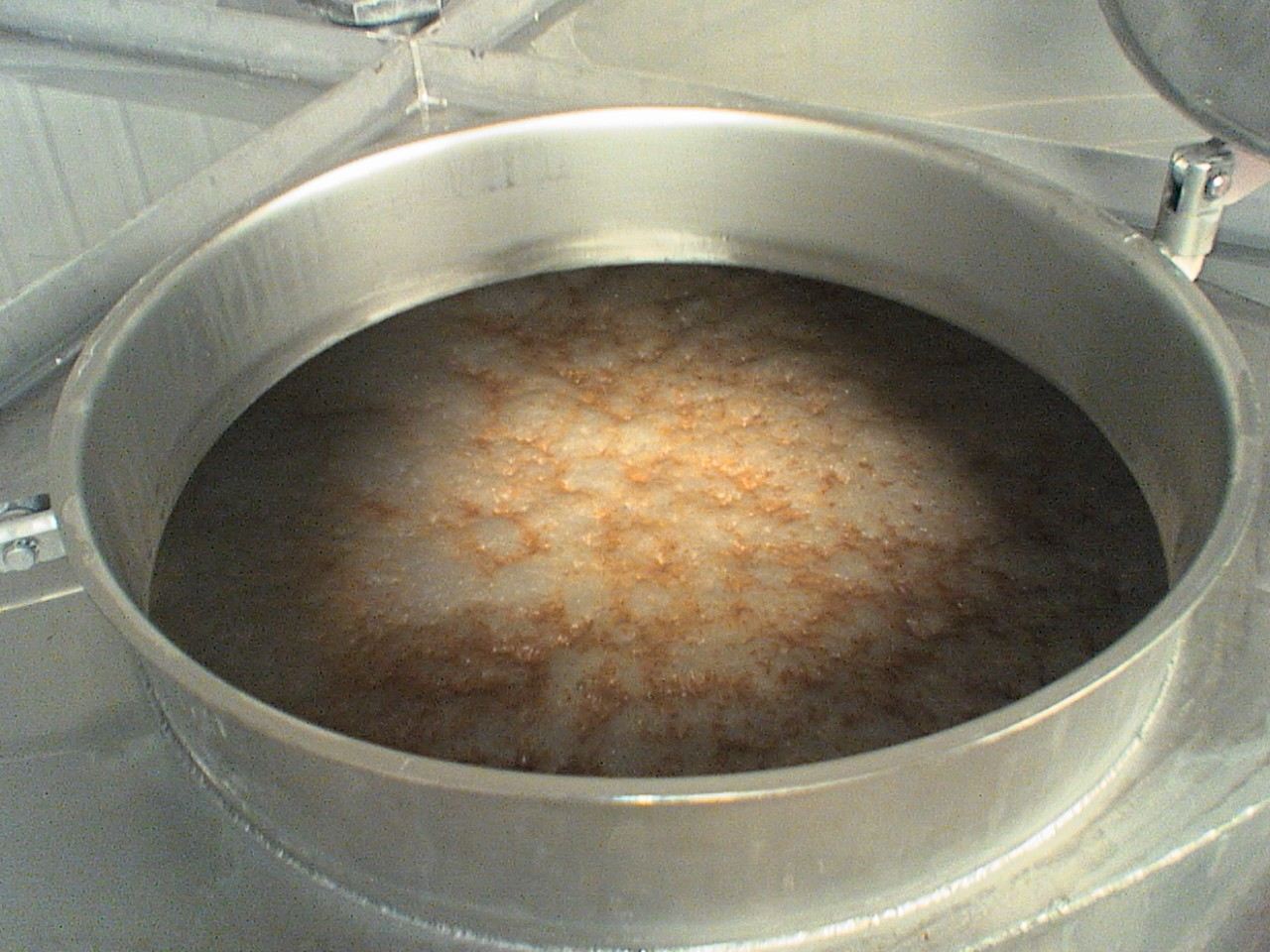
Cerveja que fermenta em uma cervejaria.

A zimologia, também conhecida como zimurgia (do grego: ζύμωσις + ἔργον, "o funcionamento da fermentação") é uma ciência aplicada que estuda o processo bioquímico da fermentação e seus usos práticos. Os tópicos comuns incluem a seleção de leveduras fermentadas e espécies de bactérias e seu uso na fabricação de cerveja, vinificação, fermentação de leite e fabricação de outros alimentos fermentados .

## Fermentação
A fermentação pode ser simplesmente definida, neste contexto, como a conversão de moléculas de açúcar em etanol e dióxido de carbono por levedura .
{\displaystyle \mathrm {C_{6}H_{12}O_{6}\rightarrow 2CO_{2}+2C_{2}H_{5}OH} }

## História
O estudo da zimologia só começa a partir do século 18, com Antoine Lavoisier, com os primeiros ensaios químicos.
O químico francês Louis Pasteur foi o primeiro zimologista quando  descobriu o papel das leveduras na fermentação alcoólica da cerveja.  Em 1857 associou o fermento à fermentação. Pasteur originalmente definiu fermentação como respiração sem ar.
Pasteur realizou uma pesquisa cuidadosa e concluiu, 
 Sou da opinião de que a fermentação alcoólica nunca ocorre sem organização, desenvolvimento e multiplicação simultânea de células. . . . Se me perguntarem em que consiste o ato químico pelo qual o açúcar é decomposto. . . Eu sou completamente ignorante disso. 
O alemão Eduard Buchner, vencedor do Prémio Nobel de Química de 1907, determinou que a fermentação era realmente causada por um extrato de levedura que ele denominou zymase, dando um golpe final na teoria do Vitalismo.
O empreendedor Jacob Christian Jacobsen, fundador da empresa Carlsberg, foi um dos maiores impulsionadores de pesquisas sobre leveduras e fabricação de cerveja, criando a Fundação Carlsberg a partir dos lucros da venda de cerveja.

## Produtos
Exemplos de alguns produtos:
- Bebidas alcoólicas, como cerveja, cidra, licores, brandy, rum, vodka
- Vinagre
- Pão
- Queijo
- Iogurte
- Chocolate